# Necydalis sericella
Necydalis sericella là một loài bọ cánh cứng trong họ Cerambycidae.